# Phaonia marylandica
Phaonia marylandica este o specie de muște din genul Phaonia, familia Muscidae, descrisă de Malloch în anul 1923.
Este endemică în Maine. Conform Catalogue of Life specia Phaonia marylandica nu are subspecii cunoscute.